# خورخي مارينو
خورخي مارينو (بالإسبانية: Jorge Merino)‏ هو لاعب كرة قدم إسباني في مركز الوسط، ولد في 10 يونيو 1991 في سانتاندير في إسبانيا. لعب مع ريكرياتيفو.

## وصلات خارجية
- خورخي مارينو على موقع قاعدة بيانات كرة القدم.إي يو (الإنجليزية)
- خورخي مارينو على موقع Soccerway.com (الإنجليزية)
- خورخي مارينو على موقع AS.com (الإسبانية)